# Calomyrmex
Calomyrmex is een geslacht van mieren uit de onderfamilie van de Formicinae (Schubmieren).

## Soorten
- C. albertisi (Emery, 1887)
- C. albopilosus (Mayr, 1876)
- C. glauerti Clark, 1930
- C. impavidus (Forel, 1893)
- C. laevissimus (Smith, F., 1859)
- C. purpureus (Mayr, 1876)
- C. similis (Mayr, 1876)
- C. splendidus (Mayr, 1876)
- C. tropicus (Smith, F., 1861)